# 天草市立河浦小学校
天草市立河浦小学校（あまくさしりつ かわうらしょうがっこう）は、熊本県天草市河浦町河浦にある小学校。

## 沿革
- 2012年（平成24年） - 一町田小学校、一町田小学校第一分校、富津小学校を統合し開校、校舎は旧一町田小学校を継承した[1]。
- 2013年（平成25年） - 新合小学校、宮野河内小学校を統合。

## 学校周辺
- 一町田川
- 熊本県道35号牛深天草線